# 97식 중전차 치하
97식 중(中)전차 치하(일본어: 九七式中戦車 큐나나시키츄센샤 치하[*], 영어: \Type 97 Chi-Ha)는 태평양 전쟁때 일본군에서 운용하기 위해 미쓰비시 중공업에서 개발하였던 중(中)형전차이다. 볼트접합으로 제작된 장갑으로 인해 피탄시 리벳이 전차 속을 튀어다니며 승무원들을 사살했다. 거기다가 얇은 장갑과 대전차전 능력이 거의 없었던 포로인해 중전차인데도 불구하고 소련의 경전차인 BT-7이나 미국의 주력 경전차인  M3 스튜어트 같은 타국의 경전차에 비해 성능이 떨어졌다. 물론 중일전쟁 때는 기갑 전력이 빈약했던 중국군에겐 쓸만은 했지만, 태평양 전쟁에서는 고전을 면치 못했다. 또한, 제2차 세계대전의 패배 이후 전범국이 된 일본에서는 97식 중전차 치하가 불도저로 개조되어 60년간 사용되었다.

## 역사
구형화된 89식 중(中)전차 이고를 대체하기 위해 개발되었으며 전차포는 여전히 대전차 전투능력이 없는 57mm 단포신 유탄포였으나 장갑을 33mm로 늘리고 엔진은 미쓰비시 중공업 97식 170 마력 엔진을 장착하여 기동력을 향상시켰다. 그러나 세계대전이 시작된 이후 빠르게 개량되던 다른 참전국들의 전차에 비해 개선이 느리게 진행되어 42년에야 일본군 최강의 47mm형 대전차포를 탑재한 개(改)형(영어권에서는 Chi-Ha Kai)의 생산이 시작되었다.1944년 일본 제국 해군은 치하의 포탑에 해군용 곡사포를 탑재해 12리 포전차(120mm 단포신 곡사포 탑재 자주포)를 개발했다(몇십대 개조생산)
중화민국군과 중국공산당군,미군이 노획해 사용했으며 소련군도 1945년 만주진격때 노획한 적이 있다.

## 활약
중일전쟁 이후로 일본군 주력 중(中)전차로 사용되었다. 태평양전쟁 발발 후 개량형인 개(改)는 미군의 스튜어트 경전차를 상대할 수 있었으나 M3 스튜어트 경전차, A12 마틸다II 보병전차(호주군의 움직이는 성), M3 리 및 M4 셔먼 등의 연합군 중전차와는 고전을 면치 못했으며 이후 1식 중전차 치헤와 3식 중전차 치누의 개발과 생산이 시작되면서 1943년 이후로 생산이 중단되었다.